# 偏城乡
偏城乡，是中华人民共和国宁夏回族自治区固原市西吉县下辖的一个乡镇级行政单位。

## 行政区划
偏城乡下辖以下地区：
偏城村、杏树湾村、马家湾村、高崖村、伏垴村、曹垴村、滥泥滩村、柳林村、双羊套村、花儿岔村、大庄村、下堡村、车路沟村、榆木沟村、上马泉村、北庄村和姚家庄村。